# Susa (Iran)

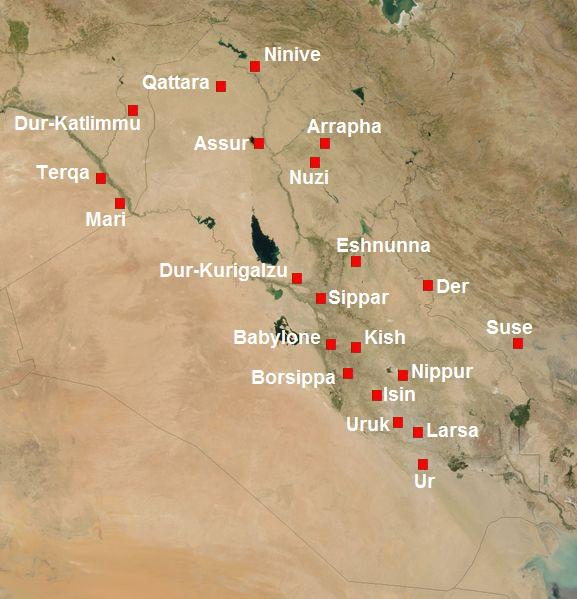
Localització de Susa a Mesopotàmia

Susa (elamita: Ŝuŝan, Ŝuŝun, cuneiforme: 𒈹𒂞𒆠, šušinki; persa: شوش, Shush, [ʃuʃ]; persa mitjà: 𐭮𐭥𐭱𐭩, Sūš o 𐭱𐭥𐭮, Šūs; persa antic: 𐏂𐎢𐏁𐎠, Çūšā; grec antic: Σοῦσα, [ˈsuːsa]; siríac: ܫܘܫ, Shush; àrab: سوسة, Sūsa; hebreu: שׁוּשָׁן, Shushān‎) fou una antiga ciutat que va ser capital del Regne d'Elam i residència del senyor suprem del país. És al sud-est de l'Iran, i avui en dia és una ciutat en ruïnes, tot i que molt a prop hi ha una ciutat moderna amb el mateix nom (el nom persa Shush). Està a la província del Khuzestan, a la plana que es forma entre els grans rius Karim i Kerkha (abans units per canals) i a la vora del riu Shawur. L'any 2005 tenia una població de 64.960 habitants.

## Història

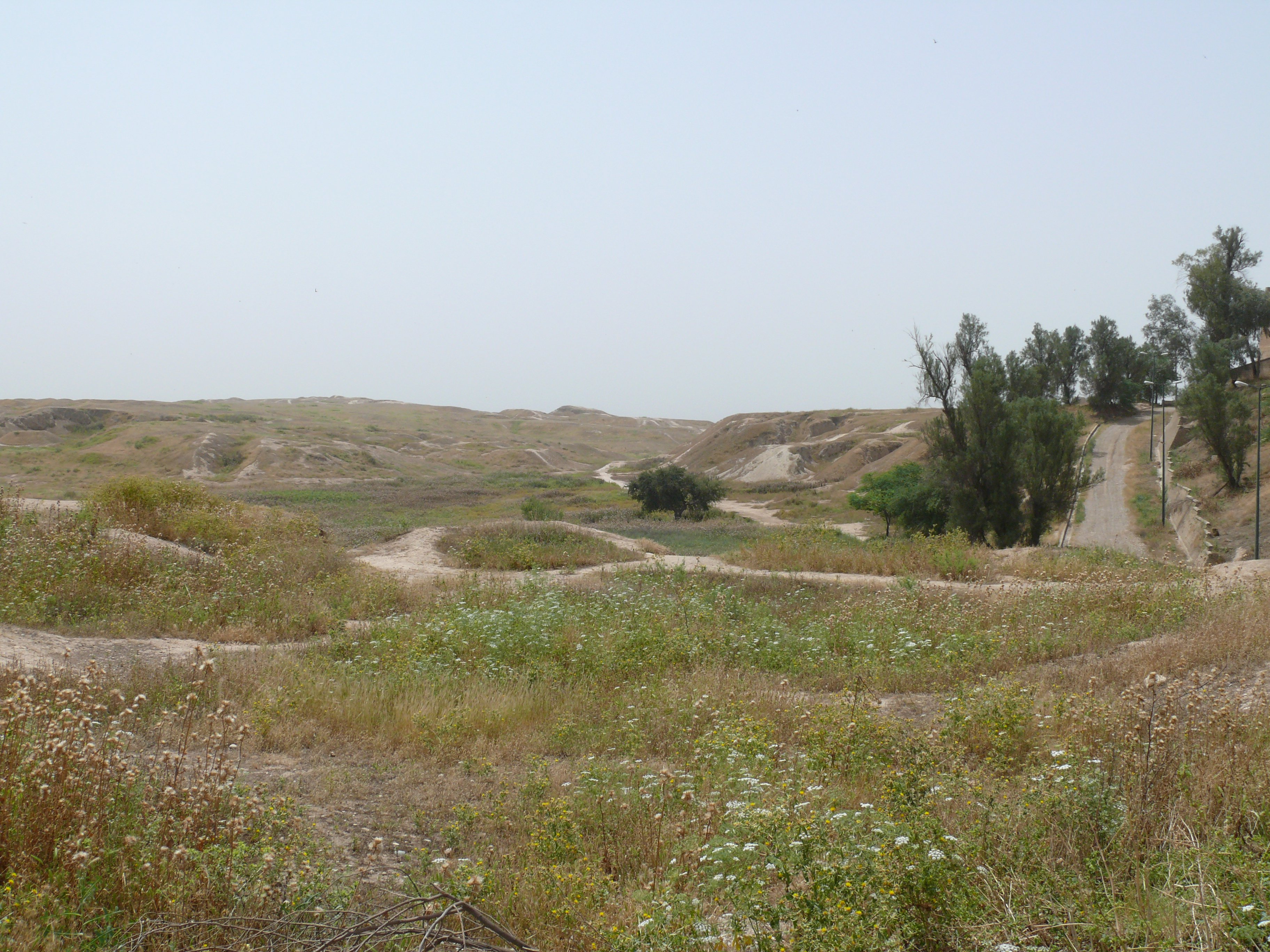
Jaciment arqueològic

Susa fou fundada vers el 4000 aC. Políticament, va pertànyer als sumeris i després als elamites. Les excavacions han mostrat, als nivells primers, una ceràmica i terrissa diferents als de Sumer i, als nivells següents, una ceràmica i terrissa idèntica (especialment del període d'Uruk). La influència protoelamita hi és present des de finals del quart mil·lenni (abans del 3000 aC); les inscripcions protoelamites (que no han pogut ser desxifrades) van ser usades fins al 2900 aC.
Després del 2500 aC, va estar sota influència d'Awan, regne que s'havia format cap al sud-oest i sud, i que era de cultura elamita, diferent a la cultura sumèria. Conquerit Awan per Sargon I d'Akkad cap al 2330 aC, a Susa es va establir un governador. Cap al 2221 aC, Awan va recuperar la independència amb relació a Akkad. En aquest temps, Awan va annexionar-se la regió de Susa (Susiana) quan Puzur-Inaunainak d'Awan va conquerir Susa vers el 2200 aC. Els elamites van envair el nord-est de la Mesopotàmia cap al 2200 aC i van provocar el moviment dels gutis cap a Accàdia.
Puzur-Inauainak va deixar diversos documents amb el seu nom a Susa, alguns en accadi i d'altres en escriptura elamita lineal, de la qual només alguns dels signes han estat desxifrats i que probablement deriven del protoelamita.
Urnammu d'Ur s'enfrontà als regnes elamites i el seu successor Shulgi (va regnar vers 2094-2046 aC) els derrotà a Susiana i els posà sota dependència d'Ur, com una província amb capital a la ciutat de Susa. Va romandre en mans de la dinastia d'Ur fins a la seva caiguda vers el 2010 aC. Un dels regnes elamites vassalls, Simash o Simashki, dirigirà la recuperació nacional i el 2003 aC derrotaran Ur, al rei del qual, Ibisin o Ibbisin, van fer presoner i van traslladar a Anshan (un altre regne elamita en què la dinastia de Shimashki s'havia imposat), on morirà. Susa es va revoltar contra Ur i es va fer independent vers el 2004 aC, i es va aliar a Simash, però finalment la Susiana es va incorporar al regne i es va establir Susa com a capital principal del país. Un príncep, normalment l'hereu, va portar sovint el títol de "sukkal de Susa" ('rei de Susa'); és possible que el govern fou exercit pels prínceps l'estiu, quan el rei deixava Susa, molt calorosa, per anar a l'altiplà de clima més suau. Susa va ser la capital d'Elam o, almenys, una de les ciutats principals en els següents segles.

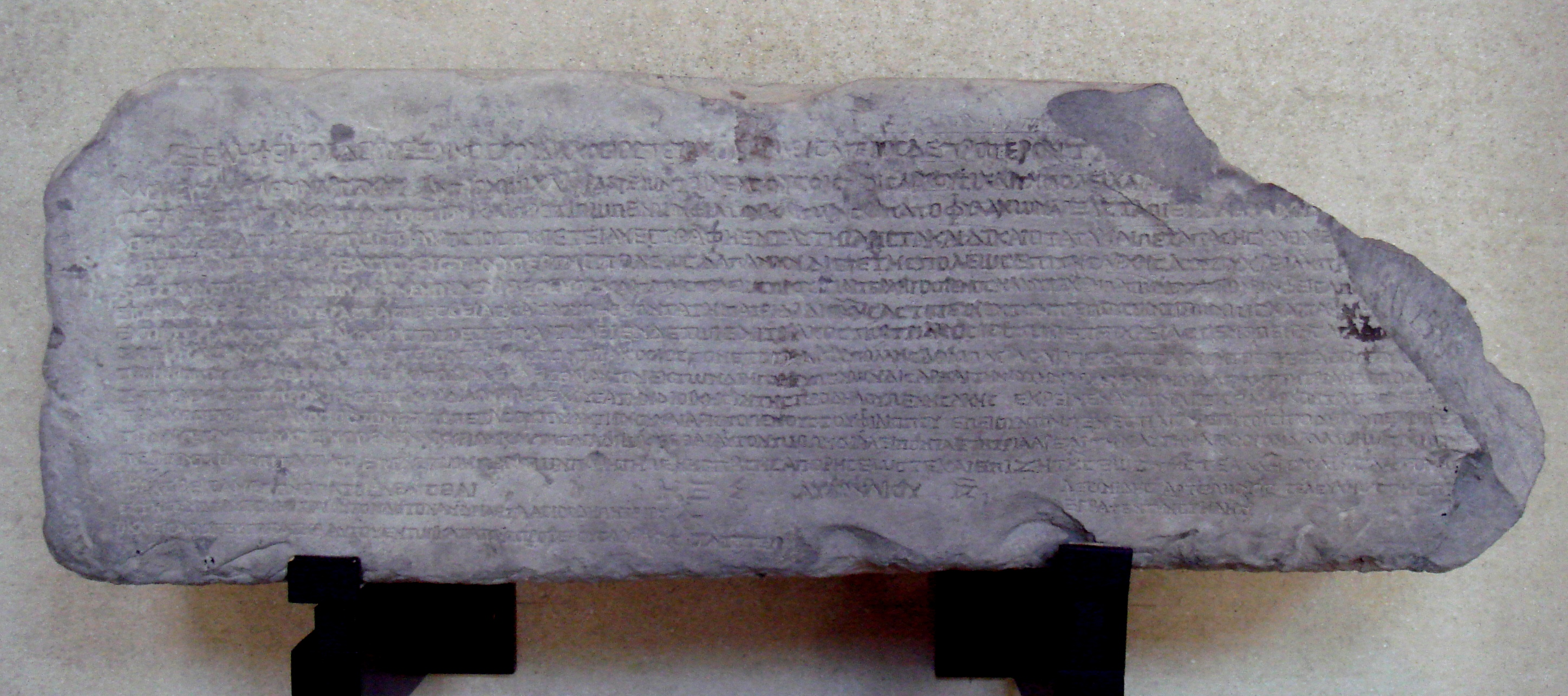
Carta en grec del rei part Artaban III als habitants de Susa al segle I; la ciutat conservava encara les institucions gregues del temps dels selèucides); Museu del Louvre

Cap al 1900 aC, Larsa dirigí expedicions contra el regne fins a la regió d'Anshan. Però els reis elamites van conservar Anshan sota el seu domini i, en general, tots els seus territoris. Elam arribà a la seva màxima expansió amb el rei Siwe-palar-huppak, que serà aliat (tot i que ell es diu sobirà i no pas aliat) d'Hammurabi de Babilònia (1792-1750), i de Zimrilim de Mari. Aquesta aliança va combatre contra Eshunna, però després Mari i Babilònia van capgirar l'aliança i es van enfrontar a Elam, que va desaparèixer temporalment, almenys com a estat unificat.

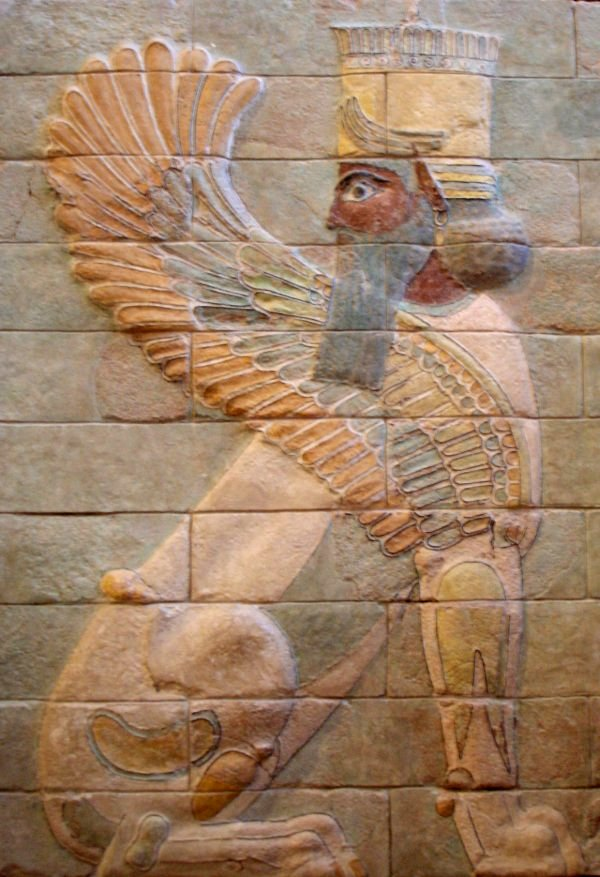
Esfinx alada del palau de Darios a Susa

A partir de 1455 aC, el Regne d'Anshan torna a unir-se al Regne de Susa i torna a constituir un poder considerable. (1) El 1405 aC, els babilonis estableixen a Elam una nova dinastia, cosa que inicia una era de cooperació. Però, després del 1250 aC, un canvi dinàstic a Elam trenca el període de pau i cooperació. Els elamites, en la seva lluita, arriben a Babilònia el 1155 aC i hi instal·len un rei de la dinastia elamita. La influència elamita s'estén a Accàdia i a les ciutats de la zona, i a Nippur. Nabucodonosor I, rei de Babilònia originari d'Isin, expulsa els elamites i en devasta el país.
Elam desapareix i no s'esmenten reis elamites fins avançat el segle VII aC, quan ajuden Babilònia contra Assíria; els regnes elamites seran conquerits per causa d'això pel rei d'Assíria Assurbanipal (668 aC-627 aC), que entra a Susa el 646 aC.
Però, poc després, el rei de Susa torna a ser independent i s'esmenta un rei a Anshan. El 536 aC, la Susiana fou conquerida per Cir II el Gran, que va fer presonera Pantheia, dona del rei Abradates, i el seu successor Darios I el Gran la farà capital de l'Imperi persa fins que la capital es va traslladar a Persèpolis.
El 331 aC, quan governava el sàtrapa Abulites, Susa va ser conquerida per Alexandre el Gran i inicia la decadència. Va ser territori selèucida, i després part i sassànida, èpoques en què gairebé no és esmentada, però existia i sembla que encara conservava certa importància. L'elamita es va deixar d'escriure al segle IV aC, però s'hi va parlar fins al segle xiii. El 638/639, va caure en poder dels àrabs manats per Abu Musa al-Ashari (conqueridor del Khuzestan); els perses estaven manats pel governador Hormuzan, i van oferir poca resistència. La ciutat estava encara considerablement poblada; s'hi va encunyar moneda, però la capital del Khuzestan o d'Ahwaz fou la ciutat d'Ahwaz, més exactament Suk al-Ahwaz; sí que fou capital d'un dels set districtes de la província (i en alguns moments més de set); la vila de Kharkha (en siríac, Kharkha dhe Ledhan) coneguda per alguna crònica siríaca, formava part del districte. Suk al-Ahwaz la va superar en importància, però, a més, també ho van fer altres poblacions dels Khuzestan, com Shushtar i Askar-Mukran, situades (com Suk al-Ahwaz) a la vora del riu Karun, al qual es va desplaçar la vida política i econòmica durant el califat. La ciutat destacava pels teixits, i la seda era famosa, i com a productes agrícoles els cítrics i el sucre.
Al-Makaddasi diu que, al segle x, ja estava en ruïnes i la població vivia en un barri; però al-Idrisi diu, a la meitat del segle xii, que encara tenia força població i Benjamí de Toleda, uns anys després, diu que almenys hi vivien set mil persones de religió jueva amb 14 sinagogues; els dos costats del riu Ulai (que se suposa era el Shawur) estaven unides per un pont i, a la riba oest, hi havia el barri dels pobres. El persa al-Mustawfi, al segle xiv, encara descriu Susa com una vila florent, però sembla impossible tant tard, i cal preguntar-se si almenys el darrer autor no hauria copiat simplement altres autors més antics i no hauria estat mai a Susa. En tot cas, al segle xv, estava gairebé deserta i les excavacions arqueològiques no han trobat objectes més enllà del segle xiv i XV. Dizful, al nord-est, avui una de les ciutats principals del Khuzestan, que va començar a prosperar a la segona meitat del segle xiii, hauria recollit la successió de Susa.

## Excavacions
El jaciment va ser examinat l'any 1836 per sir Henry Rawlinson i posteriorment per A. H. Layard. Més endavant, durant els anys 1851-1852, W. K. Loftus va realitzar modestes excavacions i fou qui identificà el jaciment com a «Susa». Susa fou després excavada des del 1897 fins al 1978 sense parar. El 1885 i 1886 Marcel-Auguste Dieulafoy i Jane Dieulafoy van començar les primeres excavacions franceses. Les següents excavacions les van fer Jacques de Morgan i Robert de Mecquenem (1897-1946). Va seguir Roman Ghirshman (1946-1967), que va canviar-ne els mètodes, igualment poc adequats, fins que el 1967 van començar les excavacions per J. Steve i després Jean Perrot, directors de la missió francesa. La revolució islàmica del 1979 va aturar els treballs. Un dels monuments principals n'és la tomba del profeta Daniel (localment, Pir o Paygambhar Daniyal), que la tradició àrab diu que fou trobat (sarcòfag i ossos) després de la conquesta de Susa, però una altra tradició diu que fou trobat a Shushtar i cadascuna d'aquestes viles diu tenir-ne les vertaderes relíquies, venerades per les seves propietats curatives.

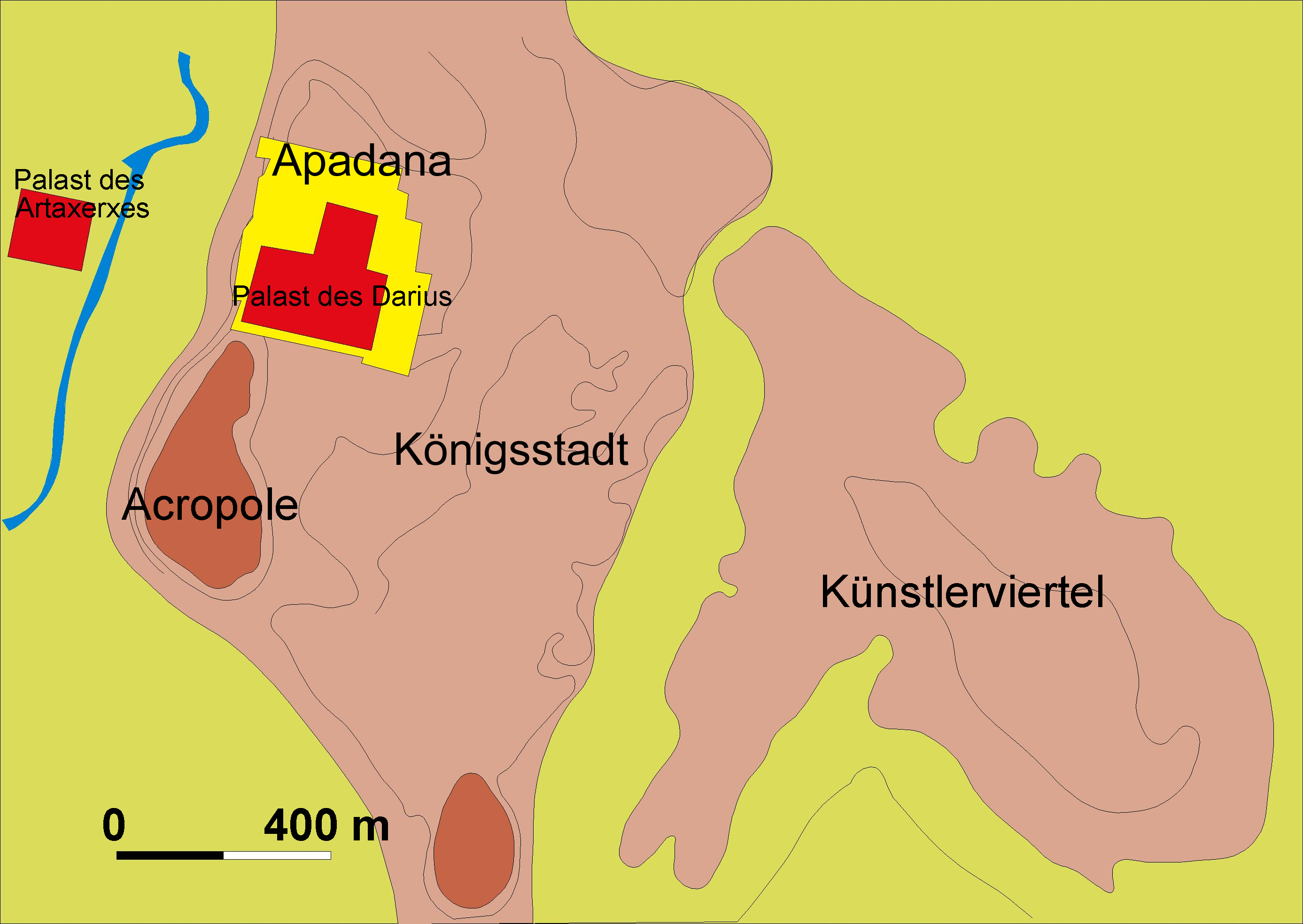
Jaciment arqueològic

## Els prats
El clima local és calorós i amb molt de sol durant nou mesos, però després venen les pluges (desembre-gener) i apareixen els grans prats amb vegetació quasi tropical; els nòmades beduïns es dirigien fa anys a aquestes praderes a la primavera i per això els perses anomenaven la regió Arabistan. Les tribus principals n'eren els Ali Kathir (que van venir del Nedj al segle XVII) i els Banu Lam; també hi anaven algunes tribus lurs.

## Shush
Shush és capital d'un bakhsh o districte, i als darrers anys fou elevat a comtat (shahristan). Al cens del 2006, el comtat tenia 189.793 habitants i estava subdividit en tres bakhsh: Central, Shavur i Fath Olmobin, amb tres municipalitats: Alvan, Horr, i la mateixa Shush. Al mateix cens del 2006, la ciutat de Shush tenia 53.897 habitants (el 1950, eren 5.000 i, el 1991, 48.134).

## Patrimoni de la Humanitat
El juliol del 2015 va ser inscrita a la llista del patrimoni de la Humanitat per la Unesco.

## Galeria d'imatges

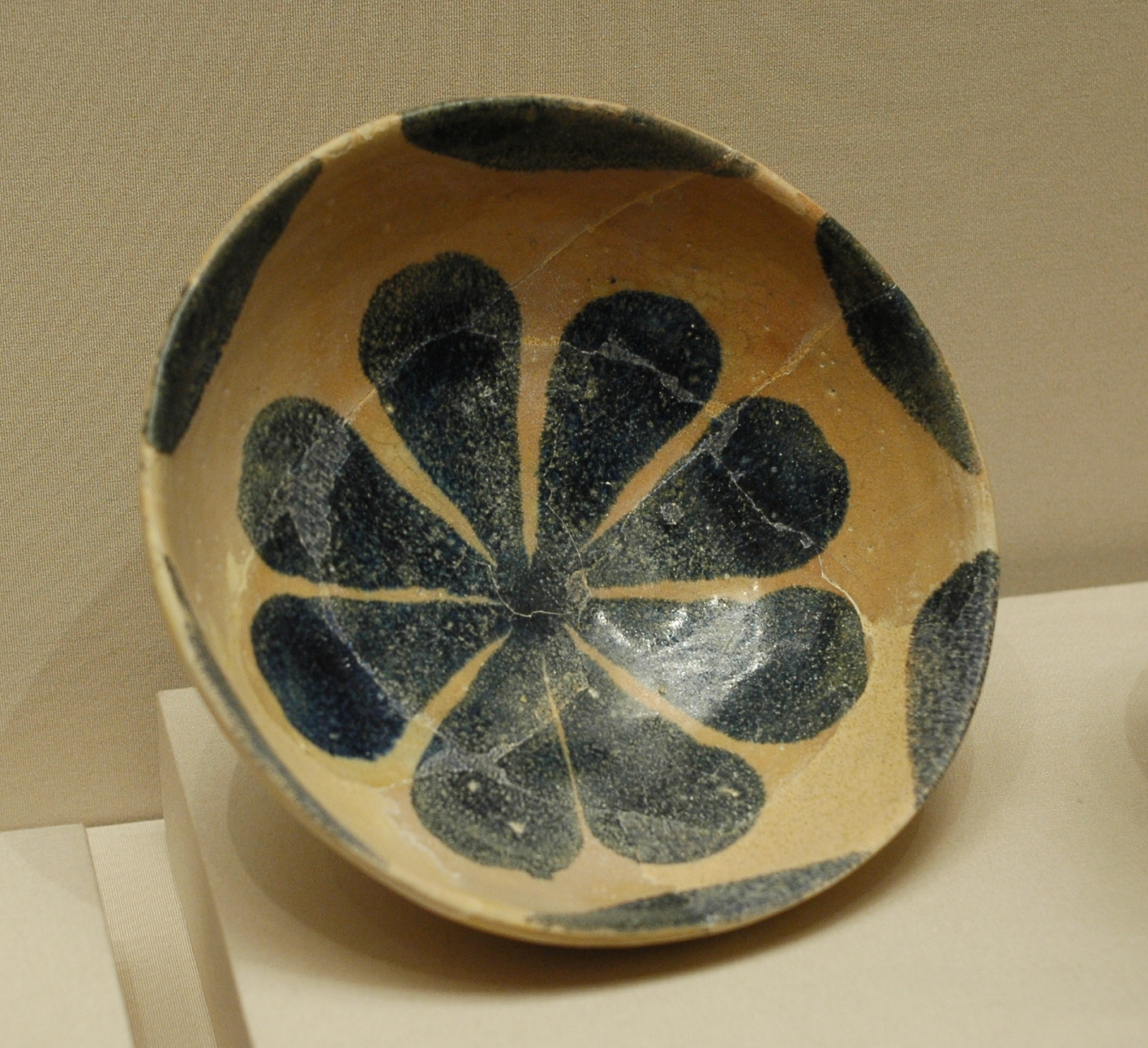
Copa del segle VIII o IX
sarcòfag
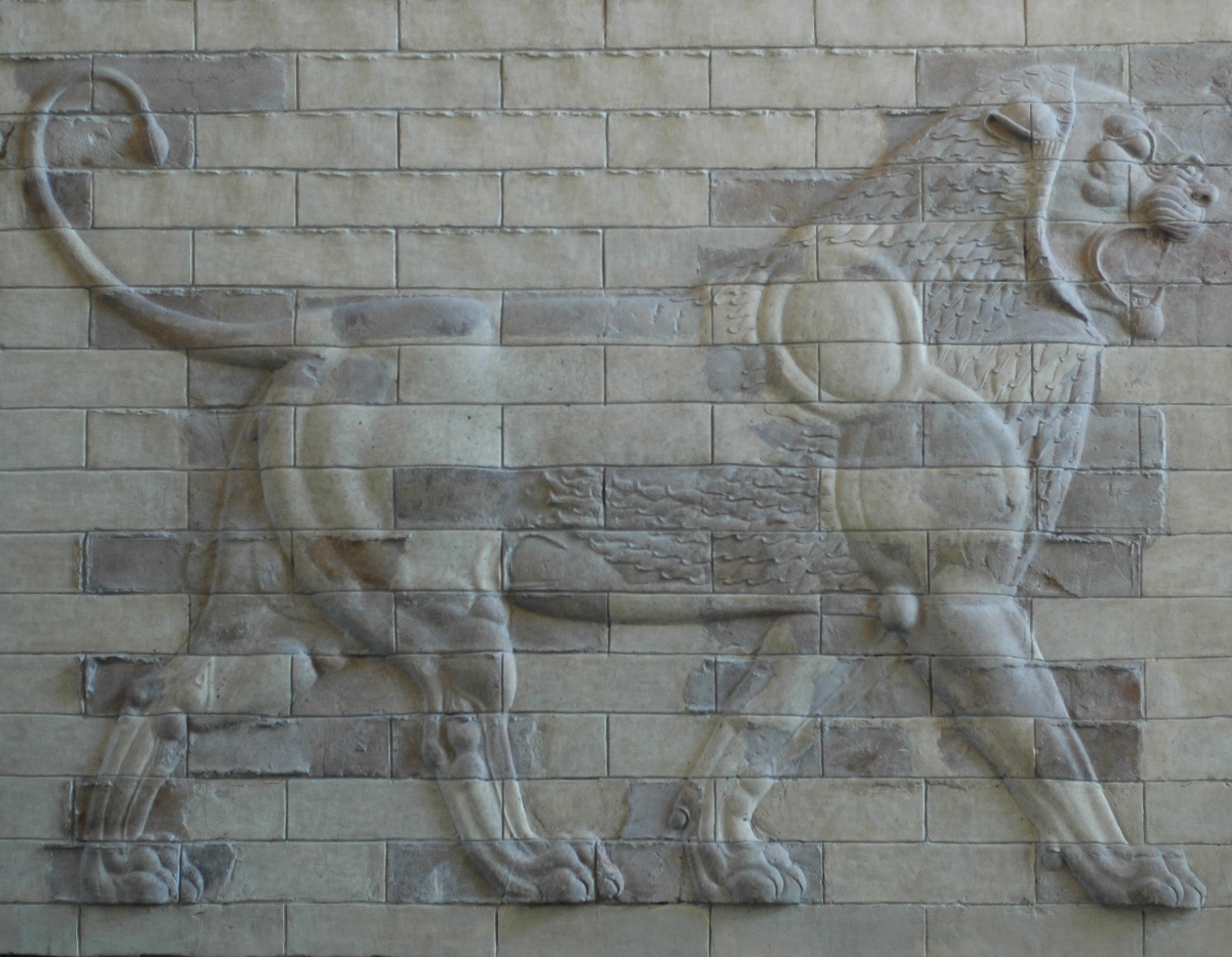
Lleó en un panell decoratiu del palau de Darios I el Gran
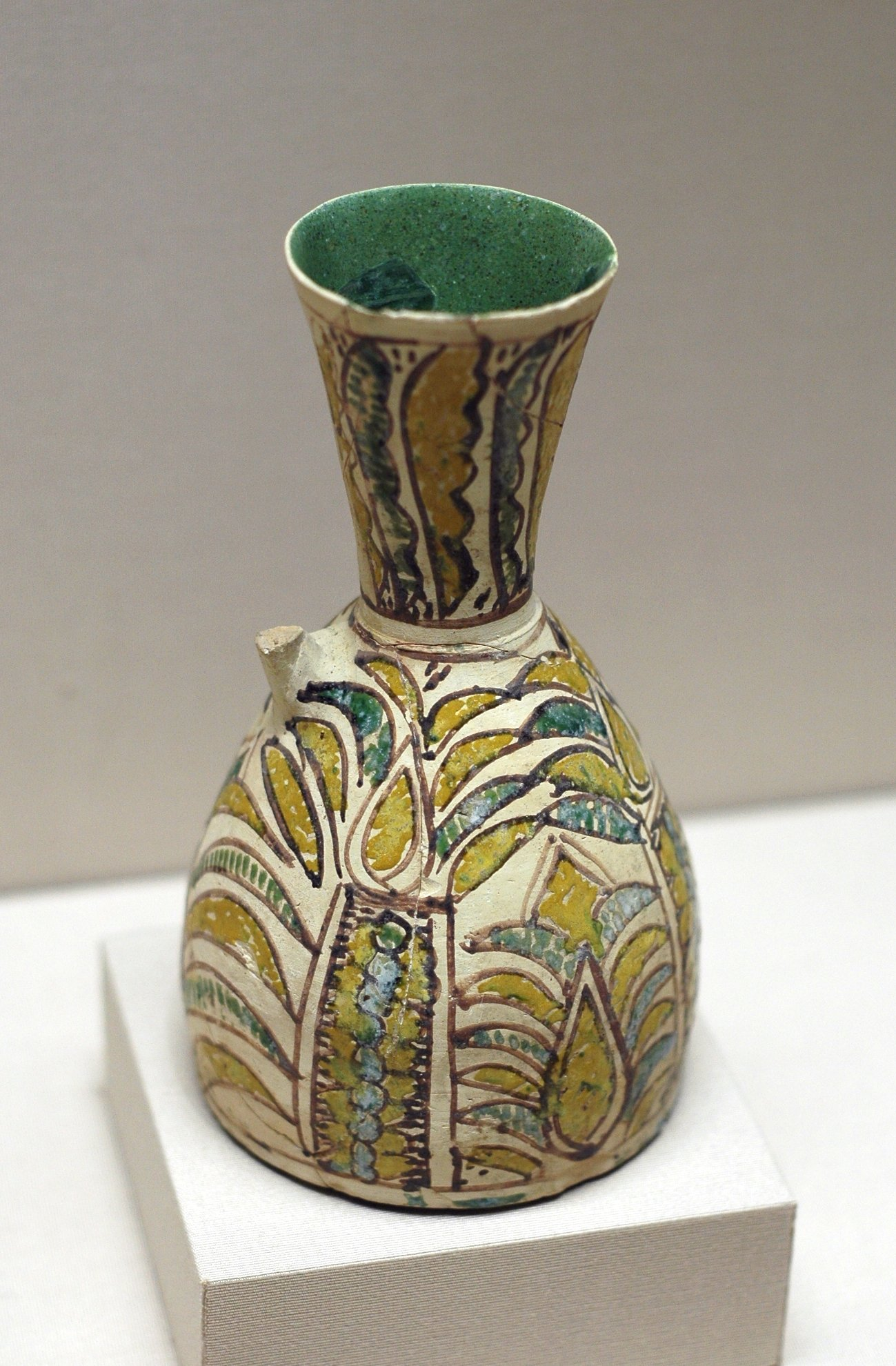
Copa del segle VIII o IX
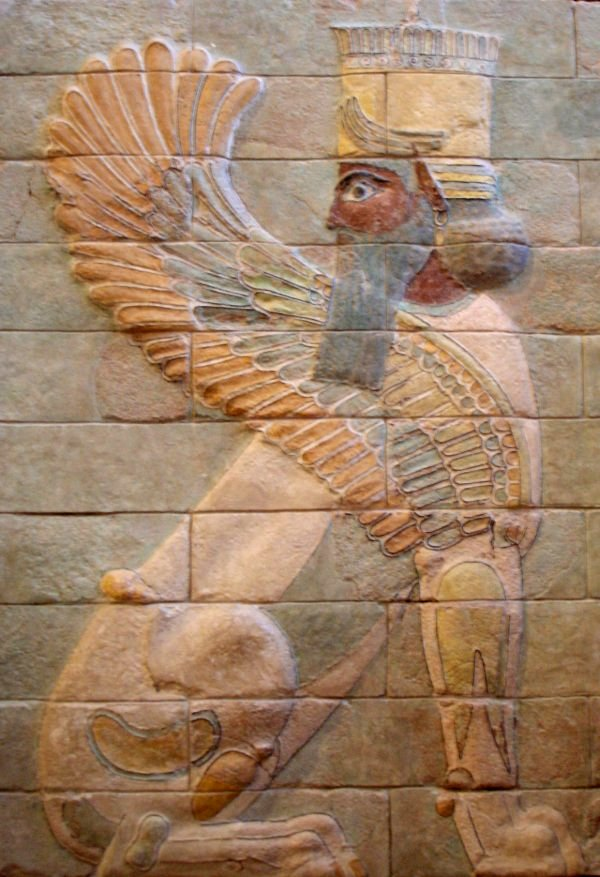
Esfinx alada del palau de Darios el Gran a Susa
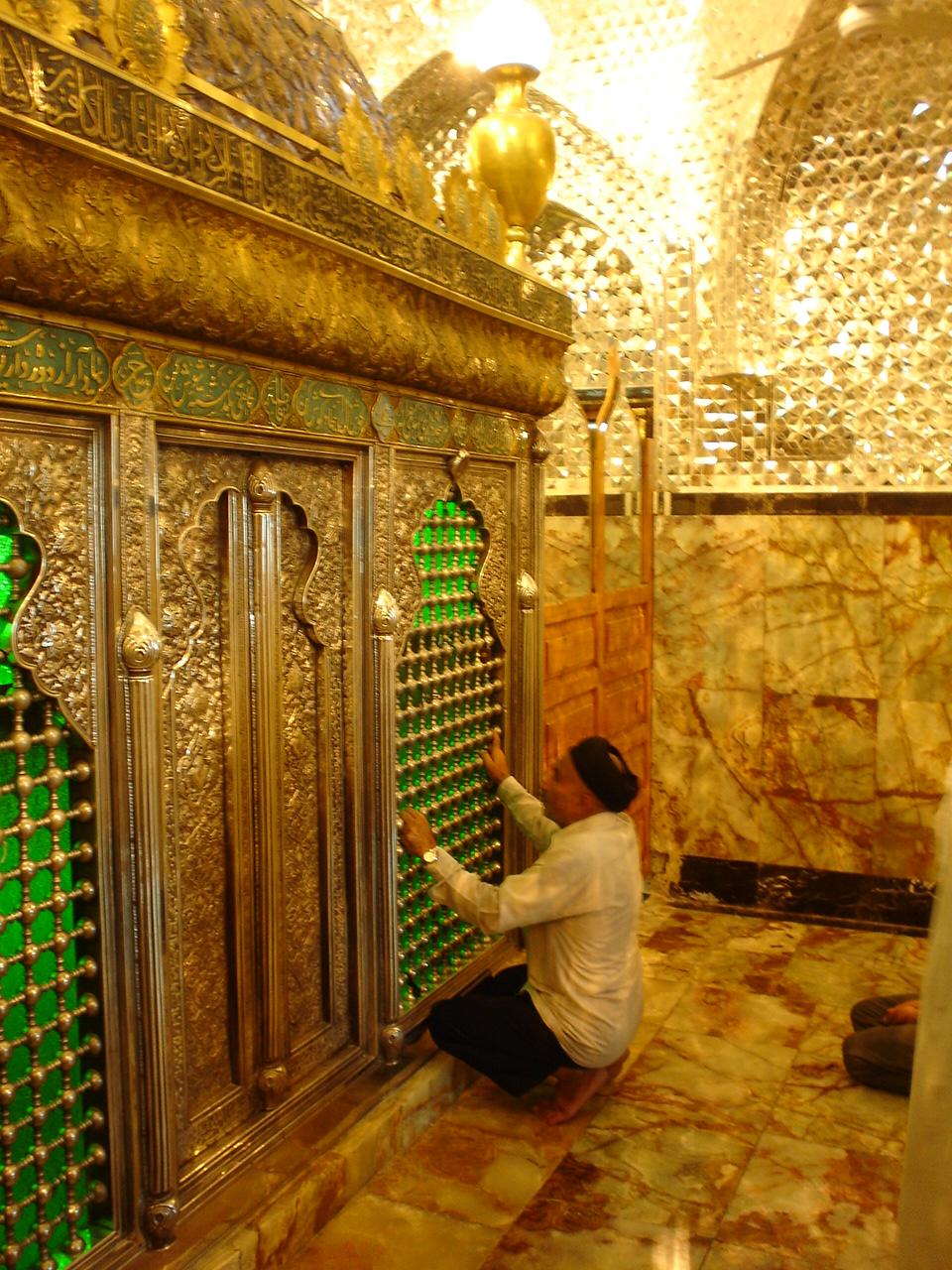
Tomba de Daniel
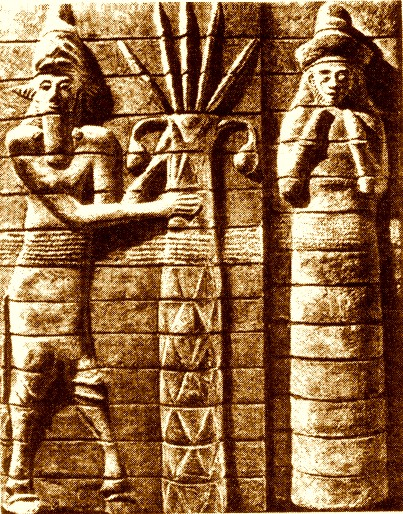
Relleu a Susa que representa Ninhursag amb l'esperit dels boscos prop de l'arbre de la vida de set branques
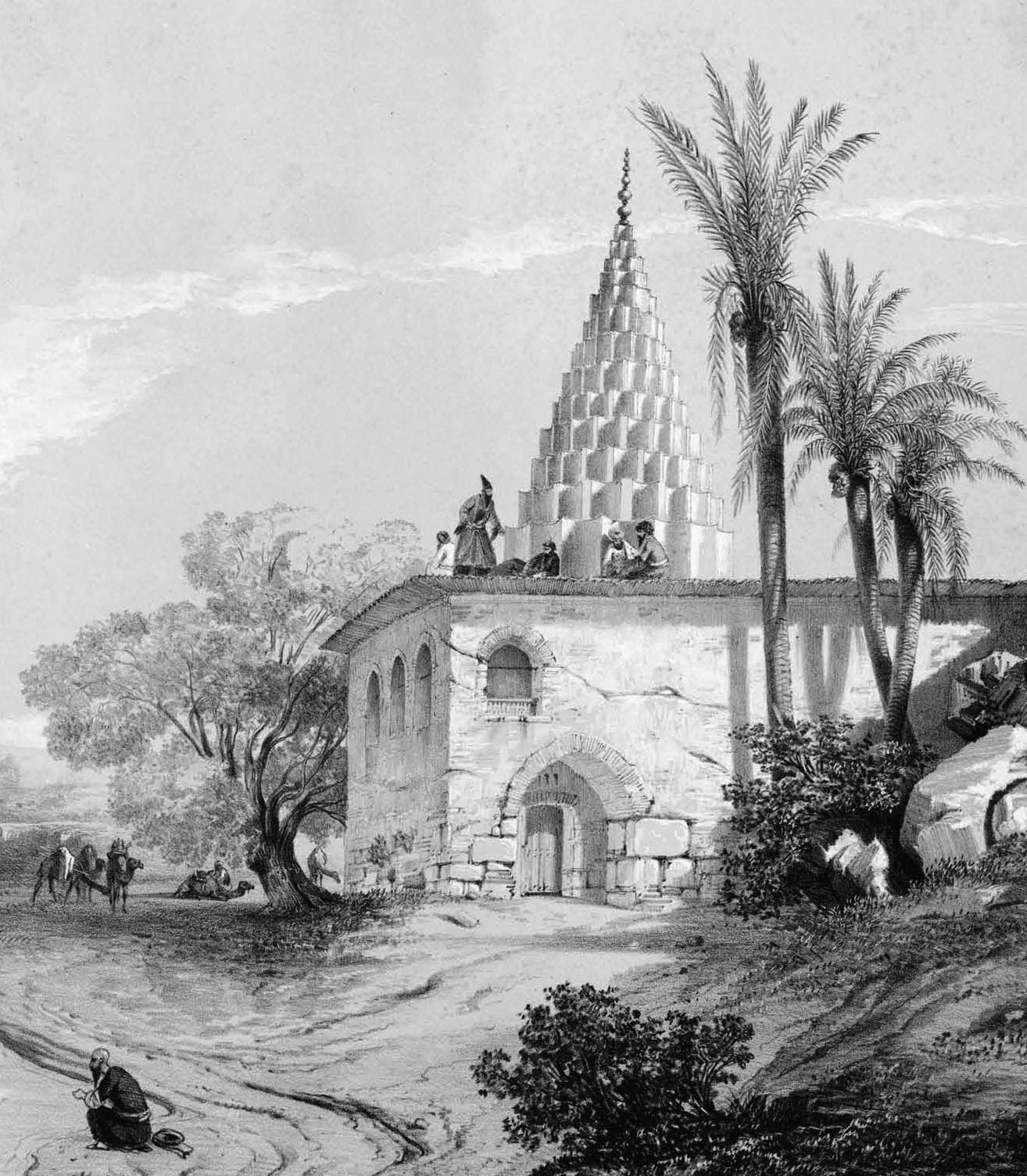
Gravat del segle xix que mostra la tomba de Daniel a Susa al Voyage en Perse Moderne per Flandin i Coste
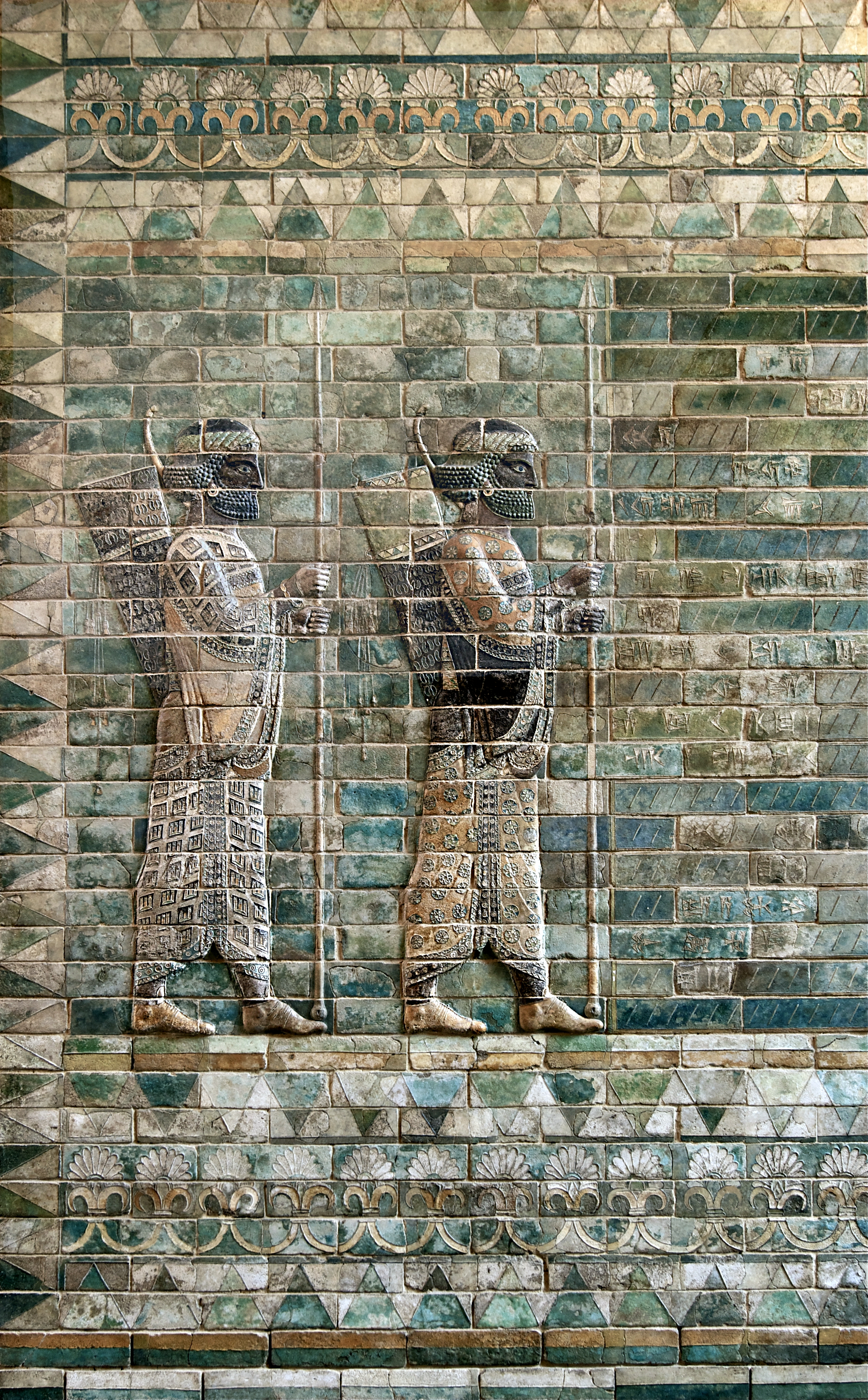
Arquers al palau de Darios a Susa, Museu del Louvre

### Informes d'excavació
Tot i que fins ara s'han publicat nombrosos informes d'excavacions, moltes excavacions no es publiquen o només es publiquen parcialment. Sobretot, l'arquitectura trobada sovint es presentava només en breus informes i plànols preliminars.
- Pierre Amiet, "Glyptique susienne des origines à l'époque des Perses achéménides: cachets, sceaux-cylindres et empreintes antiques découverts à Suse de 1913 à 1967", Mémoires de la Délégation archéologique en Iran, Paris 1972.
- Elizabeth Carter, "Suse, Ville Royale", Paléorient, vol. 4, pp. 197–211, 1979 DOI: 10.3406/paleo.1978.4222
- Elizabeth Carter, "The Susa Sequence – 3000–2000 B. C. Susa, Ville Royale I", American Journal of Archaeology, vol. 83, no. 2, pp. 451–454, 1979
- Elizabeth Carter, "Excavations in Ville-Royale-I at Susa: The third Millennium B.C.", Cahiers de la DAFI, vol. 11, pp. 11–139, 1980
- Roman Ghirshman, "Cinq campagnes de fouilles a Suse (1946–1951)", In: Revue d'Assyriologie et d'archéologie Orientale 46, pp 1–18, 1952
- Ghirshman, Roman, and M. J. STEVE, "SUSE CAMPAGNE DE L’HIVER 1964-1965: Rapport Préliminaire", Arts Asiatiques, vol. 13, pp. 3–32, 1966
- GHIRSHMAN, R., "SUSE CAMPAGNE DE L’HIVER 1965-1966 Rapport Préliminaire", Arts Asiatiques, vol. 15, pp. 3–27, 1967
- Florence Malbran-Labat, "Les inscriptions royales de Suse: briques de l'époque paléo-élamite à l 'empire néo-élamite", Paris 1995.
- Laurianne Martinez-Sève, "Les figurines de Suse", Réunion des Musées Nationaux, Paris 2002, ISBN 2-7118-4324-6.
- de Mecquenem, R., "LES DERNIERS RÉSULTATS DES FOUILLES DE SUSE", Revue Des Arts Asiatiques, vol. 6, no. 2, pp. 73–88, 1929
- de MECQUENEM, R., "FOUILLES DE SUSE: CAMPAGNES DES ANNÉES 1914-1921-1922", Revue d’Assyriologie et d’archéologie Orientale, vol. 19, no. 3, pp. 109–40, 1922
- Jacques de Morgan, "Histoire et travaux de la Délégation en Perse du Ministère de l'instruction publique, 1897-1905", E. Leroux, 1905
- Jacques de Morgan, G. Jéquier, G. Lampre, "Fouilles à Suse, 1897–1898 et 1898–1899", Paris 1900
- Perrot, Jean, et al., "Recherches Archéologiques a Suse et En Susiane En 1969 et En 1970", Syria, vol. 48, no. 1/2, pp. 21–51, 1971
- Georges Le Rider, "Suse sous les Séleucides et les Parthes: les trouvailles monétaires et l'histoire de la ville", Mémoires de la Délégation Archéologique en Iran, Paris 1965.
- Vincent Scheil, "Inscriptions of Achéménides à Suse. Actes juridiques susiens", Mémoires de la Mission Archéologique de Perse, vol. 21–24, Paris 1929–1933.
- Agnes Spycket, "Les figurines de Suse", Paris 1992.
- Marie-Joseph Steve, Hermann Gasche, "L'Acropole de Suse. Nouvelles fouilles (rapport préliminaire)", Mémoires de la Mission Archéologique de Perse vol. 46, Leiden 1971.